# John White (Kolonist)

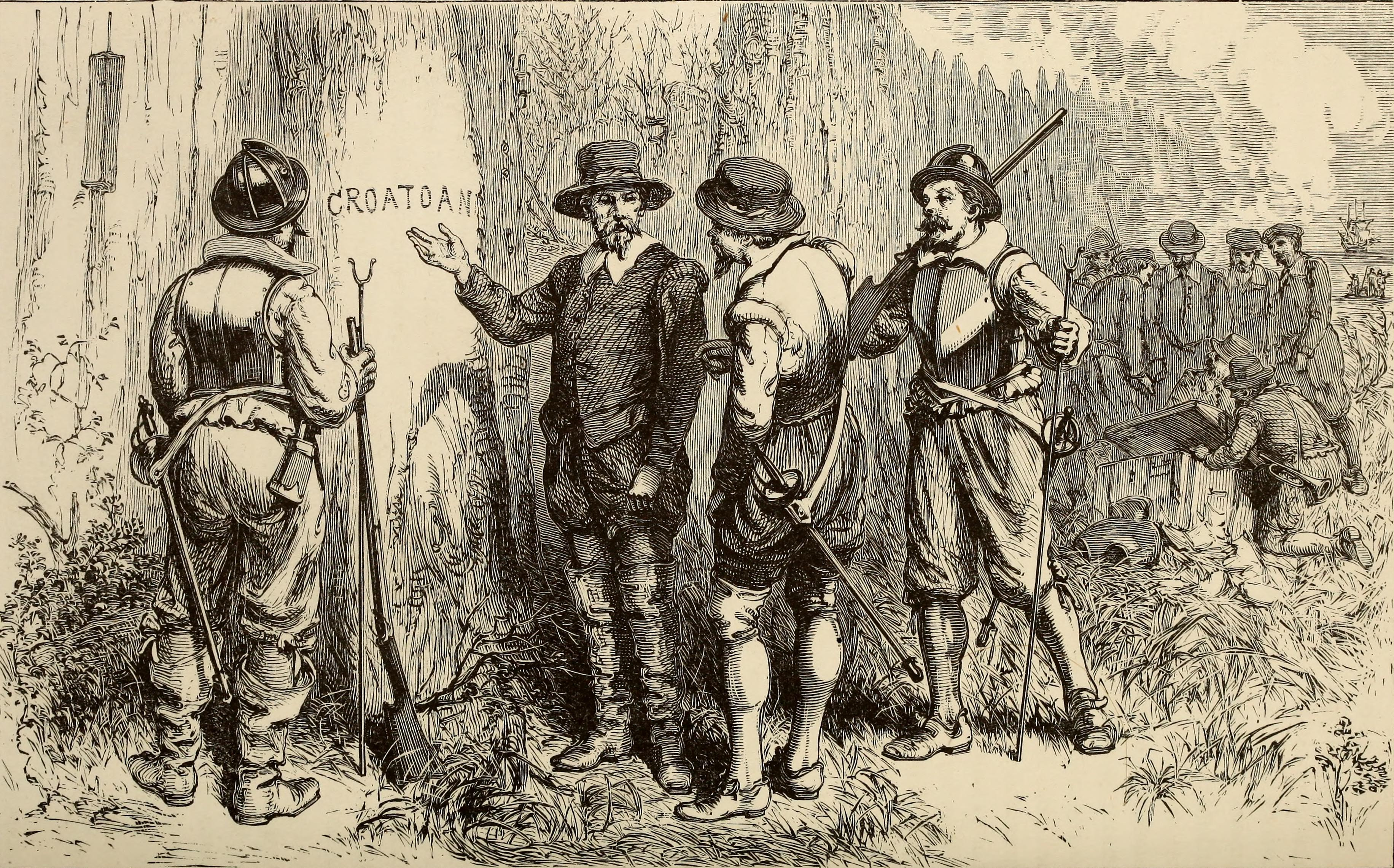
John White (Zweiter von links)

John White (* ca. 1540; † ca. 1593) war ein englischer Kolonialgouverneur, Entdecker, Maler und Kartograf.  White gehörte zu denen, die 1585 mit Richard Grenville nach Nordamerika segelten, um Roanoke Island zu kolonisieren; er fungierte auch als Maler und Kartenmacher der Expedition.
Er fertigte viele Gemälde und Skizzen der Länder, der Ureinwohner, der Flora und Fauna der Region an, und 23 seiner Gemälde wurden später zur Illustration von Thomas Harriots A Briefe and True Report of the New Found Land of Virginia verwendet. White war kurzzeitig Gouverneur der englischen Siedlung auf Roanoke Island. Die Kolonie wurde im Juni 1586 unter dem späteren Gouverneur Ralph Lane aufgegeben, und White kehrte nach England zurück.